# Høyanger
Høyanger är en tätort i Høyangers kommun i Vestland fylke i västra Norge. Den är kommunens centralort såväl som största tätort och är en utpräglad industriort, och byggdes upp kring aluminiumindustri. När industrin etablerades i botten av den avsides belägna och väglösa Høyangsfjorden, fanns några få gårdar med 120 invånare. På mycket kort tid flyttade det in hundratals människor från när och fjärran för att bygga upp och arbeta i det nya samhället, som inom kort hade ett tusental invånare.